# Wład Dragomir
Wład VI Dragomir, zwany też Mnichem (rum. Vlad Dragomir lub Vlad Călugărul), hospodar Wołoszczyzny w roku 1521.
Najprawdopodobniej pochodził z dynastii Basarabów, być może był nieślubnym synem hospodara Włada Mnicha. Przejął tron na kilka tygodni w 1521 usuwając Teodozjusza - został jednak przez tego ostatniego, wspieranego przez Imperium osmańskie obalony.